# 朴成贤
朴成贤（1983年1月1日—），韩国射箭运动员，最高世界排名第1。曾在2004年雅典奥运获得女子射箭个人赛和团体赛冠军。在2008年北京奥运会上，她获得一枚金牌和一枚银牌。